# Jorge Sampaio
Jorge Fernando Branco de Sampaio, portugalski odvetnik in politik, * 18. september 1939, Lizbona, † 10. september 2021, Carnaxide e Queijas, Oeiras, Portugalska.
Kot socialistični kandidat je bil dva zaporedna mandata predsednik Portugalske - med letoma 1996 in 2006.

## Odlikovanja in nagrade
Leta 2000 je prejel častni znak svobode Republike Slovenije z naslednjo utemeljitvijo: »za zasluge pri uveljavljanju prijateljskih odnosov med Republiko Slovenijo in Portugalsko republiko«.